# Суини, Джон
Джон Суини (англ. John Sweeney) — британский пианист-импровизатор. С 1990 года занимается музыкальным сопровождением показов немого кино, включая Riverside Studios Cinema, Национальный театр кино, Nottingham Broadway и Барбикан-центр. Он также работает в современном танце, сочиняя музыку для таких хореографов как Виола Фарбер, Сара Файе (Sarah Fahie) и Андрейа Рауч (Andreja Rauch). Сотрудничает в качестве пианиста с танцевальными компаниями «Рамбер» и En-Knap.
Игру Джона Суини можно регулярно слышать на показах немого кино в Национальном театре кино на Южном Берегу в Лондоне.